# ۱۲۵۸ (قمری)
۱۲۵۸ (قمری)، هزار و دویست و پنجاه و هشتمین سال در گاهشماری هجری قمری است. اول محرم این سال برابر با دوازدهم فوریه سال ۱۸۴۲ میلادی است.

## زادگان
- سید محمد طباطبایی : مجتهد شیعه و از رهبران مذهبی جنبش مشروطه ایران.

## وابسته
- سید محمد طباطبایی